# Echiko Maeda
Echiko Maeda (jap. 前田 悦智子 Maeda Echiko (obecnie Tamura Echiko; 田村 悦智子), ur. 31 stycznia 1952 w Tokio) – japońska siatkarka, złota medalistka igrzysk olimpijskich, pucharu świata i igrzysk azjatyckich.

## Życiorys
Maeda wraz z reprezentacją Japonii zdobyła złoty medal podczas igrzysk azjatyckich 1974 odbywających się w Teheranie. Wystąpiła na igrzyskach olimpijskich 1976 w Montrealu. Zagrała wówczas we wszystkich meczach olimpijskiego turnieju, w tym w zwycięskim meczu finałowym z reprezentacją Związku Radzieckiego. Tryumfowała w pucharze świata 1977 rozgrywanym w jej ojczyźnie, podczas którego została wybrana do drużyny turnieju.
W latach 1970–1977 była zawodniczką klubu Sanyo Denki, z którym zajęła 3. miejsce w lidze japońskiej w 1976 i 1977. Była najlepszą środkową japońskich rozgrywek w sezonie 1976/1977.